# Diana Broce
Diana Patricia Broce (Las Tablas, 28 luglio 1986) è una modella panamense, incoronata Realmente Bella Señorita Panamá - Universo 2009.
Diana Broce ha successivamente rappresentato Panama a Miss Universo 2009 che si è tenuto il 23 agosto 2009 a Nassau, nelle Bahamas. In quell'occasione, la modella panamense ha vinto la fascia di Best National Costume.
La modella aveva vinto il suo primo concorso di bellezza all'inizio del 2006, quando era stata eletta reginetta del carnevale di Las Tablas. Nel 2009 ha partecipato alla seconda ed ultima edizione di Realmente Bella Señorita Panamá, reality show organizzato in sostituzione del tradizionale concorso nazionale Señorita Panamá, per scegliere la rappresentante per Miss Universo.